# Oktan (TV-program)
Oktan var ett motorprogram på TV4 mellan 1999 och 2000. Medverkande var Tina Thörner, Peter Blegvad och Martin Sveningsen. I första säsongen var också Gunde Svan med och i andra säsongen Janne "Flash" Nilsson och Jenny Harryson.